# Битва при Клонтарфе
Битва при Клонтарфе (ирл. Cath Chluana Tarbh) состоялась 23 апреля 1014 года в страстную пятницу между силами верховного короля Ирландии Бриана Бору и силами короля Лейнстера Маэл Морды мак Мурхады, которые состояли главным образом из его собственных людей, викингов-наёмников из Дублина и с Оркнейских островов, возглавляемых его двоюродным братом Сигтригом, и одним из мятежных королей провинции Ульстер. В результате силы Маэл Морды были разбиты, однако победивший король Бриан пал от рук нескольких северян, которые спасались бегством с поля боя и наткнулись на его шатёр. После битвы Ирландия вернулась к напряжённому статусу-кво со многими мелкими, отдельными королевствами, которые существовали некоторое время.

## Предыстория
Викинги начали совершать нападения на гэльскую Ирландию в конце восьмого столетия. В последующие несколько десятков лет они основали ряд поселений вдоль побережья. В 838 году викинги основали крепость (или longphort на гэльском) Дублин. В ходе десятого столетия Дублин викингов стал центром королевства Дублин — процветающий город и сельская местность, правители Дублина контролировали часть Ирландского моря и в одно время скандинавский Йорк. Со временем многие викинги интегрировались в гэльское общество и стали гэлонорвежцами.
С 1002 года король Бриан Бору (Brian mac Cennétig) правил большей частью Ирландии, но на острове было неспокойно и его титул верховного короля носил скорее церемониальный характер. Бриан Бору искал способы изменить это положение и все годы своего правления пытался объединить остров.
В 997 году Бриан Бору встретился в Клонферте с Маэлсехнайллом мак Домнайллом, стороны пришли к соглашению что они признают власть друг друга над их территориями. Бриан постоянно атаковал территории Маэлсехнайлла, что побудило того передать всю полноту власти над своими землями Бриану.
В 1012 году король Лейнстера Маэл Морда мак Мурхада поднял мятеж. Однако его порыв быстро угас, когда Бриан предложил заключить серию перекрёстных браков. Он выдал свою дочь замуж за Сигтрика Шёлковую Бороду, лидера дублинских викингов, а сам женился на матери Сигтрика Гормалат (она приходилась сестрой Маэл Морде). Этот альянс не продержался долго и в 1013 году Маэл Морда после увещеваний Гормалат, о необходимости захватить пост Бриана, явился к Сигтригу. Тот был уже готов к битве, к ним быстро присоединились ирландские кланы, завидовавшие Бриану.
Бриан немедленно заключил под стражу Гормалет и предпринял серию набегов на Дублин приказывая вязать любого ирландца, пытающегося присоединиться к силам викингов. Тем временем Гормалат договорилась с Сигурдом Лодвесоном, ярлом викингов с Оркнейских островов, чтобы он прислал подмогу. Он согласился и сверх того призвал на помощь Бродира с острова Мэн. Сигурд и Бродир задумали истребить других претендентов в битве и занять трон верховного короля, в то время как Сигтриг сколачивал союзы с любым, кто мог помочь ему усидеть на его посту в Дублине.

## Диспозиция
В 1014 году Бриан собрал армию и двинулся к Дублину. Но когда армия подошла к городу, ирландцы Миде, возглавляемые бывшим верховным королём Маэлсехнайллом мак Домнайллом, отказались принять участие в битве. У Бриана осталось 4 500 воинов, они подошли к стенам Дублина и разбили лагерь. Под командой Сигтрика была тысяча бойцов, но они были гораздо лучше экипированы.
Этой же ночью король Бриан получил новость, что викинги погрузились в свои корабли и отплыли в море, покинув Сигтрика. На самом деле это была уловка. Когда наступила ночь, викинги развернулись и пристали к берегу у деревни Клонтарф. Армия Бриана, которую викинги собрались застать врасплох на следующий день, была всего в миле к северу. В то время Дублин целиком располагался на южной стороне реки Лиффи. Северный берег и Клонтарф соединял единственный мост, что позволило викингам высадиться и подготовиться в относительной безопасности.
Армия викингов разбилась на пять отрядов, Сигтрик и тысяча его бойцов остались в городе. Сын Сигтрика возглавил левый край боевой линии, под его командой была тысяча людей из Дублина, которые предпочли сразиться в поле. Маэл Морда привёл три тысячи людей из Лейнстера, они образовали два отряда. Более многочисленные, они были намного хуже вооружены по сравнению с викингами на их стороне. Центр заняла тысяча викингов с Оркнейских островов под командой Сигурда. Тысяча викингов под командой Бродира встала на правом фланге, у берегов.
Воины Бриана построились в схожем порядке. На правом фланге (против левого фланга викингов) построилась тысяча чужеземных наёмников и викингов с Мэна. За ними встали 1 500 воинов из кланов Коннахта, под командой своих королей. Дальше по фронту стояли две тысячи воинов Мунстера под командой Мурхада (сына Бриана). Строй замыкали 1 400 стоящих на фланге далкасцев под командой Тордхелбаха (сына Мурхада) и Кудуилиха (брата Бриана). В нескольких сотнях метров от правого фланга, в роли зрителей, стояла тысяча воинов Маэлсехнайлла.

## Битва
Битва началась ранним утром с нескольких поединков между воинами противостоящих войск на середине поля, под одобрительные крики их товарищей. Бойцы обеих сторон разгорячились, наблюдая за поединками, и вскоре началось всеобщее сражение.
Сначала перевес был на стороне викингов, у них было преимущество, благодаря их тяжёлому вооружению. Однако у викингов, сражавшихся за Бриана на правом фланге, было лучшее вооружение, и они начали медленно теснить своих противников. На левом фланге Бродир лично возглавил атаку, и теснил ирландцев, пока не наткнулся на воина по прозвищу Волк-Забияка (брат или пасынок Бриана). Он повалил Бродира на землю, но не смог пробить его броню. Бродир скрылся с поля боя. Викинги, сражавшиеся с Мурхадом, остались без командира. Многие воины Мурхада считали себя сродни королю (так как у Бриана было много дальних родственников), они бились стойко и к полудню воины Бродира бросились бежать к своим кораблям.
В центре перевес был у викингов. Силы Сигурда и Маэла Морды врезались в порядки воинов Мунстера. Однако, согласно легенде, Сигурд принёс во время битвы «волшебный» амулет, который притягивал к себе ирландских воинов, окончательно усиливая их влечение к амулету и в то же время убивая его носителя. Он гарантировал, что его войска, за которые сражается его носитель победят, но он также гарантировал смерть носителя. Ни один из воинов не решался надеть амулет кроме Сигурда, который был вскоре убит в битве.
К концу дня после нескольких перерывов викинги были разбиты на обоих флангах. Сигурд был убит, воины были измождены. Берега, где стояли корабли уже были захвачены ирландцами, многие викинги утонули, пытаясь добраться вплавь до своих кораблей. Победа склонилась на сторону Бриана. Дублинские викинги решили спастись в городе, в этот момент Маэлсехнайлл решил вступить в битву и перерезал беглецам дорогу к мосту. В результате викинги были разбиты наголову, каждый предводитель «чужеземных» викингов погиб в битве.
Тем временем Бродир, прятавшийся в лесах у Дублина, заметил Бриана, молящегося в своём шатре. Собрав нескольких товарищей они набросились на шатёр, убили Бриана и его слуг и отступили под победный выкрик Бродира: «Сейчас можно сказать людям, что Бриан пал от рук Бродира». Согласно источникам викингов, Волк-Забияка, с которым Бродир уже встретился в бою, выследил, захватил и зверски убил Бродира.
От 6.5 до 7 тыс. викингов и воинов из союзных войск, включая всех вождей, были убиты. Потери ирландцев составили 4 тыс., включая их короля и большинство его сыновей. Королевская династия прервалась.

## Эпилог
Власть викингов на политической арене закончилась, но и ирландцы остались без предводителей. Остров вскоре погрузился в серии кровавых стычек между фракциями. Викинги и ирландцы более не оспаривали власть друг у друга, между ними установился мир. Викинги стали уезжать в Англию и Шотландию, власть над данными территориями перешла к Кнуту Великому, занявшему королевский престол в 1015 году.
Ситрик и Гормалет наблюдали за битвой из Дублина с южного берега реки Лиффи. Ирландская армия разбрелась на следующий день и в итоге Ситрик Шёлкобровый оказался единственным победителем, сохранив своё влияние в Дублине до своей смерти в 1042 году. Королевство Миде также получило политическую выгоду от исхода битвы, усилив свою позицию, благодаря малым потерям. Его соседи в том числе и дублинские викинги были неспособны начать обширное наступление, тем не менее серии войн стали неотъемлемой частью политического пейзажа, так как старого верховного короля, способного объединить людей уже не было в живых.
Битва стала важной частью ирландской истории, она упоминается как в ирландских так и в норвежских хрониках. В Ирландии битва рассматривается как событие, приведшее к освобождению ирландцев от чужеземного господства, а Бриан провозглашается национальным героем. Эта точка зрения получила особую популярность в ходе британского господства над Ирландией. Хотя позднее битва стала рассматриваться в более критическом свете, она всё ещё занимает своё место в общественном мнении.

## В литературе
- «Песнь валькирий», входящая в состав «Старшей Эдды», представляет собой музыкальное сопровождение магического ритуала, который безуспешно совершают валькирии с целью обеспечить язычникам победу в битве при Клонтарфе.
- Битва (с элементами фэнтези) описана в рассказах американского писателя Роберта Говарда «The Twilight of the Grey Gods» (в русском переводе — «Куда ушёл седой бог»), «The Cairn on the Headland» (в русском переводе — «Каирн на мысу») и в приключенческой истории «Spears of Clontarf» (в русском переводе — «Копья Клонтарфа»).
- Рассказ о битве есть в романе Lion of Ireland (1980) ирландского писателя Моргана Лливлина.
- В телесериале «Звёздный путь: Глубокий космос 9» Майлс О’Брайен воссоздаёт битву на голографической панели. В 15-м эпизоде 4-го сезона «Bar Association», О’Брайен и его друг доктор Джулиан Башир облачаются в национальные ирландские костюмы. На вопрос Башира какое право имеет О’Брайен изображать Бриана Бору, тот отвечает, что является его прямым потомком.
- Художественный пересказ битвы (основанный на сагах) можно найти в произведении «Дитя Одина» (первой книге серии «Викинги» автора Тима Северина).
- Художественный рассказ «Меч Клонтарфа» написанный Чарльзом А.Брэди основан на перипетиях битвы и событиях, предшествующих ей.
- Рассказ «Маска и зеркало» аргентинского писателя Хорхе Луиса Борхеса (сборник «Книга песка», 1975). По сюжету неясно, происходят ли данные события сразу после битвы. Согласно истории, верховный король не погибает в битве и просит своего поэта написать эпическую поэму о победе. Поэт предпринимает три попытки, получая вознаграждение за каждую редакцию. В соответствии с названием рассказа первые два подарка — это серебряное зеркало и золотая маска. Третья поэма состоит лишь из одной строки, а третьим даром короля становится кинжал, которым поэт закалывается. Король оставляет царство и становится нищим скитальцем.
- Роман «Винланд» Джорджа Маккея Брауна включает длинное и детальное описание битвы, в которой и принимает участие главный герой произведения.
- Роман «Зима королей» («The Kings in Winter», 1968) Сесилии Холланд[англ.] основан на событиях, предшествующих ей и включает описание битвы, в которой и принимает участие главный герой произведения.
- В романе Джона Майерса Майерса «Серебряный Вихор» (Silver Stroke) один из сюжетов посвящён битве при Клонтарфе.

## В музыке
- События битвы — центральный мотив дебютного альбома Cluain Tarbh гэльской дум-метал-группы Mael Mórdha, описывающего события битвы глазами верховного короля.
- В репертуаре кельтской рок-группы Mag Mell есть песня «Wolf Felled Brodir», повествующая, как Бродир убил короля Бриана и как Волк отомстил за своего брата.
- Кельтская рок-группа Cruachan имеет в репертуаре многочисленные песни, включая «Ard Rí na hÉireann» и «1014 AD».
- В репертуаре московской фолк-рок-группы Белфаст есть песня «Марш О’Брайанов», посвящённая данной битве.
- В 2019 году пауэр-метал группа Civil War выпустила синг «Dead Man’s Glory», посвящённый данной битве[5].

## В филателии
- В 2014 году почта Острова Мэн выпустила серию из 6 марок, посвящённую 1000-летию битвы при Клонтарфе.

## Источник
- «Сага о Ньяле» описывает скандинавскую версию битвы.